# Biserica „Cuvioasa Paraschiva” de Sus din Râușor
Biserica „Cuvioasa Paraschiva” de Sus din Râușor este un monument istoric aflat pe teritoriul satului Râușor, comuna Mândra. În Repertoriul Arheologic Național, monumentul apare cu codul 41444.02.